# Friedrich Weigand (Politiker)
Friedrich Weigand, auch Friedrich Wigand (* 1482; † 5. Januar 1559), war mehrmals Bürgermeister der Stadt Zittau und Richter.

## Leben
Weigands Geburtsjahr 1482 errechnet sich aus der Angabe, dass Weigand im Jahr 1559 mit 77 Jahren verstorben sei. Demnach kam er im Jahr 1519 in den Rat. Im Jahr 1532 wurde Weigand Teil einer von Zdislav Berka von der Dubá einberufenen Verhandlung um einen von den Herren von Schleißnitz nicht befolgten Vertrag mit Oybin und Zittau bezüglich einer „Schaaftreibe“ zu Oderwitz. Oybin und Zittau wurde Recht gegeben.
Im Jahr 1534 war Weigand Stadtrichter und Bürgermeister in den Jahren 1535, 1538, 1542, 1545 und 1548. Seine Zeit im Rat, also auch als Bürgermeister, endete, als der Zittauer Rat nach dem Pönfall von „Königl. Commissarien“ rundum erneuert wurde.
Am 30. August 1547 erreichte Weigand, als einer von 84 Gesandten der Sechsstädte, darunter 12 aus Zittau, Prag. Die Gesandtschaft war am 8. August zum 1. September von König Ferdinand angefordert worden. Ohne Vorahnung wurden sie im Verlauf des Pönfalls bis zur Zahlung einer Strafsumme verhaftet. Die Zittauer, Görlitzer und Bautzener Abgeordneten wurden in der Rüstungskammer gefangen gehalten.

## Epitaphien
Im Jahr 1716 bezeugte Carpzov ein damals noch vorhanden gewesenes Denkmal Weigands in der Zittauer Johanneskirche, erschaffen von Weigands Nachfahre Melchior Röder am 15. Juli 1563. Zedler zitierte Carpzov, fälschlicherweise aber das Jahr 1663. Die obere Inschrift gleicht den aus einer Wolke erklungenen Worten (Mt 17,5 ) in der Verklärung Jesu nach dem Evangelium nach Matthäus:

“hic est filius meus dilectus, in quo mihi bene complacitum est, hunc audite”

„Dies ist mein geliebter Sohn, an dem ich Wohlgefallen habe, auf den ihr hören sollt“

Das Epitaph führt weiter mit der unteren Inschrift:

„Anno 1559 ist in Gott entschlaffen, der Erbare, Weise Herr Friedrich Wigand, dieser Stadt alter Bürgermeister. Seines Alters 77 Jahr. Vor ihn an. 1557 den 2 Jun. ist verschieden sein Ehegemahl, welchen Gott gnade. Dies Epitaphium hat Melchior Röder zum Gedächtniß seiner Vorfahren aufrichten lassen. Anno 1563. d. 15. Jul.“

Ein weiteres Epitaph befindet bzw. befand sich „vor dem hohen Altar Mittel großen Gange“ unweit der Epitaphien für Franz Jungnickel, des Weiteren für Susanna und Johannes Hartig, mit der folgenden Inschrift:

„Anno 1559. ist seelig entschlaffen, der Erbare, Weise Friedrich Wigand dieser Stadt treuer Bürgermeister. D. G. G.
hodie mihi, cras tibi“